# Mandelbulb
Mandelbulb (Mandelpære) er navnet på en tredimensionel analogi til Mandelbrotmængden konstrueret af Daniel White og Paul Nylander ved hjælp af sfæriske koordinater.
Der eksisterer ikke en kanonisk 3D mandelbrotmængde, eftersom der ikke findes en 3D analogi til de komplekse tals 2-dimensionelle rum. Det er muligt at fremstille mandelbrotmængden i fire dimensioner ved at benytte kvaternioner. Desværre udviser denne mængde ikke nogen nævneværdig detalje på alle skalaer, ligesom 2D-mandelbrotmængden gør det.
Daniel White's og Paul Nylanders idé var, med udgangspunkt i fremstillingen af den traditionelle mandelbrotmængde set i et geometrisk perspektiv, at udvide processen fra 2D til 3D. For at fremstille et billede af mandelbrotmængden itereres funktionen: z2 + c (hvor z og c er komplekse tal). Geometrisk set, er det det samme som, for ethvert punkt c i planen, at fordoble vinklen (en rotation) til punktet regnet fra origo (0,0) og kvadrere afstanden (en skalering) og derefter flytte punktet afstanden c (en translation). Dette nye punkt kaldes z og processen gentages indtil, enten afstanden til centrum bliver større end 2 (c tihører ikke mandelbrotmængden) eller til man når et på forhånd fastsat antal iterationer, idet et tal i mandelbrotmængden ville udløse en uendelig iteration. Det centrale i White's og Nylanders idé er så at udvide rotationen til ikke kun at foregå i 2D men til en rotation i sfæriske koordinater omkring ϕ (phi) og θ (theta).

Daniel White's formel for den n-de potens af et 3D-hyperkomplekst tal {\displaystyle \langle x,y,z\rangle } er:
{\displaystyle \langle x,y,z\rangle ^{n}=r^{n}\langle \sin(n\theta )\cos(n\phi ),\sin(n\theta )\sin(n\phi ),\cos(n\theta )\rangle }
hvor 
{\displaystyle {\begin{aligned}r&={\sqrt {x^{2}+y^{2}+z^{2}}}\\\phi &=\arctan(y/x)=\arg(x+yi)\\{\rm {og\ }}\theta &=\arctan({\sqrt {x^{2}+y^{2}}}/z)=\arccos(z/r).\end{aligned}}}

## Etymologi
Navnet Mandelbulb har formentlig sin oprindelse i en inspiration fra en novelle af den amerikanske; matematiker, datalog, filosof og science-fiction forfatter Rudy Rucker, "As Above, So Below" fra 2009, hvori han beskriver en kraftigt lysende UFO der har form som en tre-dimensionel mandelbrotmængde. Mao. mandelbulb er en sammentrækning af Mandelbrot og lightbulb (på dansk en el-pære).